# Vers
El vers és una unitat poètica, de vegades sotmesa a mesura. Els versos s'escriuen en una sola línia, és important no ajuntar-les a l'hora de copiar un poema. Les característiques d'un vers són sovint el ritme, la rima i la utilització de mots i de recursos literaris.
El ritme d'un poema, el determinen els signes de puntuació, el nombre de síl·labes que té cada vers i la prosòdia, és a dir, la musicalitat i l'entonació. En català, la manera de comptar el nombre de síl·labes d'un vers és el mateix que l'habitual, però només es compta fins a l'última síl·laba tònica, igual que en altres llengües romàniques amb abundor de paraules agudes, com el francès i l'occità. També determina el ritme del vers la disposició que tenen les síl·labes segons si són tòniques o àtones.
Sovint, trobem als versos el que s'anomena sinalefa. Aquesta característica consisteix a incloure en una mateixa síl·laba l'última vocal d'un mot i la primera del següent. Totes aquestes coses determinen el ritme, el qual en molts poemes constitueix un model que es va repetint a cada vers.
La rima és la concordança total o parcial que hi ha entre els fonemes que segueixen a l'última lletra accentuada de dos versos.
Una característica que trobem sovint en els versos és la cesura. Es tracta d'una pausa intermèdia que divideix el vers en dues unitats que s'anomenen hemistiquis. Cada un dels hemistiquis actua com un vers independent, de manera que a l'hora de comptar les síl·labes s'ha de fer fins a l'última tònica de cada hemistiqui. En alguns casos, la cesura s'indica amb un espai entremig, però encara que no sigui així, cal llegir cada un dels hemistiquis com si fossin versos diferents.
Un grup de versos pot formar una estrofa.

## Tipus de rimes
- Rima assonant.
- Rima consonant.

## Classificació dels versos
- Vers alexandrí: en català, vers de dotze síl·labes (en castellà i en italià és de catorze, no per ser més llarg el vers, sinó perquè la manera de comptar les síl·labes és una altra).
- Vers alcaic: vers de deu o onze síl·labes acabat en paraula esdrúixola.
- Vers blanc: vers que no té rima.
- Vers bucòlic: hexàmetre amb dièresi darrere el quart peu.
- Vers decasíl·lab: vers de deu síl·labes.
  - Vers decasíl·lab clàssic català: amb cesura després de la quarta síl·laba(4+6)
- Vers femení: vers que acaba en paraula plana o esdrúixola.
- Vers masculí: vers que acaba en paraula aguda.
- Vers quaternari: vers de quatre síl·labes.
- Vers quinari: vers de cinc síl·labes.
- Vers sàfic: vers de deu síl·labes que té la quarta, la vuitena, i l'última síl·labes tòniques i acaba en paraula plana.